# Azibis
 (septembre 2012).
Si vous disposez d'ouvrages ou d'articles de référence ou si vous connaissez des sites web de qualité traitant du thème abordé ici, merci de compléter l'article en donnant les références utiles à sa vérifiabilité et en les liant à la section « Notes et références ».
Le peuple Azibi est une ethnie nomade qui parcourt les rives de la rivière Azibo, un affluent du fleuve Zambèze qui prend sa source dans des collines au nord-est de la Zambie.